# Bengt Elmgren
Bengt Folke Elmgren (i riksdagen kallad Elmgren i Norrköping), född 21 mars 1901 i Gävle, död 5 februari 1966 i Norrköping, var en svensk rektor och politiker (socialdemokrat).
Elmgren var ledamot av riksdagens första kammare 1941-1966 i Östergötlands läns valkrets. Han var ordförande i konstitutionsutskottet 1959-1964 och i utrikesutskottet 1965-1966.